# Amara (zoologia)
Amara (Bonelli, 1810) è un genere di coleotteri appartenente alla famiglia dei Carabidi (sottofamiglia  Pterostichinae).

## Descrizione

### Adulto
Gli adulti di queste specie sono generalmente di piccole-medie dimensioni e di forma ovale. La testa è relativamente grande e presenta mandibole abbastanza possenti con cui l'insetto cattura le sue prede. Le zampe sono lunghe e agili, tali da consentire al coleottero una buona velocità. Tutte le specie appartenenti al genere Amara sono in grado di volare.

### Larva
Le larve hanno l'aspetto di piccoli vermi dal colore che varia tra il giallo e il bianco.

## Biologia

### Adulto
Gli adulti appaiono con i primi caldi fino ad autunno inoltrato  e sono di abitudini diurne. Molte specie, al contrario degli altri Carabidi sono erbivore e se minacciate producono una sostanza dall'odore pungente e amaro che scoraggia i predatori, qualora la sua velocità nella corsa non gli consentisse di fuggire in tempo.

### Larva
Le larve, sono onnivore e di abitudini diurne come gli adulti.

## Tassonomia
Alcune specie:
- Amara aenea
- Amara lucida
- Amara aulica
- Amara fulva
- Amara alpina
- Amara apricaria
- Amara bifrons
- Amara brunnea
- Amara communis
- Amara consularis
- Amara convexior
- Amara convexiuscula
- Amara crenata
- Amara curta
- Amara equestris
- Amara familiaris
- Amara fulvipes
- Amara fusca
- Amara glabrata
- Amara ingenua
- Amara lunicollis
- Amara municipalis
- Amara nitida
- Amara obesa
- Amara ovata
- Amara plebeja
- Amara praetermissa
- Amara quenseli
- Amara sabulosa
- Amara similata
- Amara spreta
- Amara tricuspiata